# Aleksandra Krošelj
Aleksandra Krošelj (Lubiana, 25 febbraio 1999) è una cestista slovena.

## Carriera
Con la Slovenia ha disputato due edizioni dei Campionati europei (2019, 2021).